# Józef Choraszewski

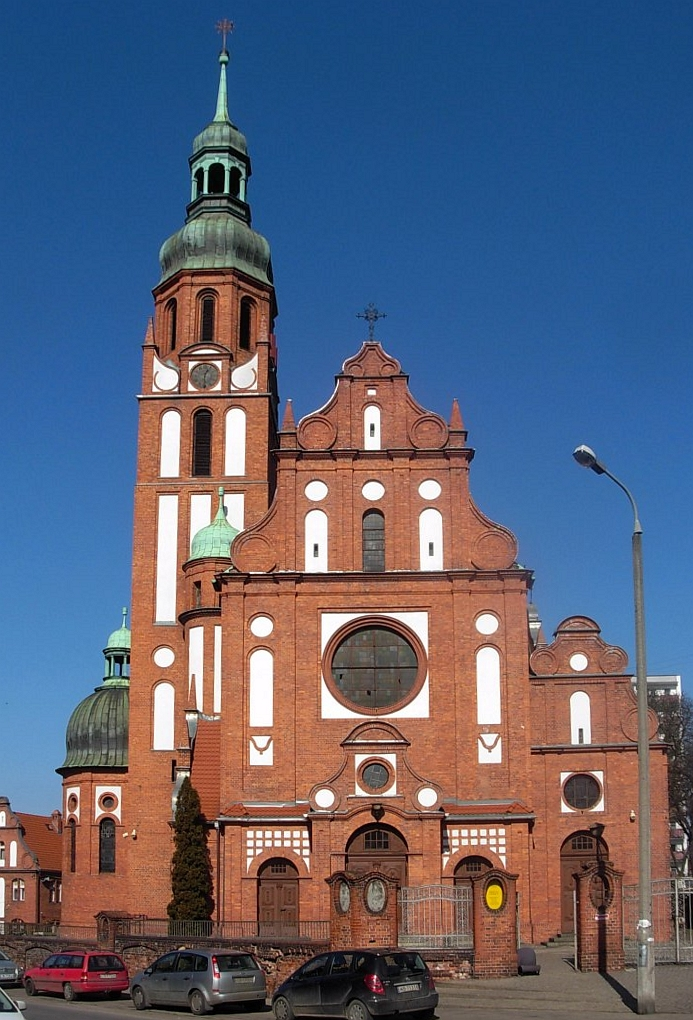
Kościół św. Trójcy w Bydgoszczy, którego budowę zainicjował ks. Józef Choraszewski

Józef Choraszewski (ur. 1834 r. w Miatach, zm. 1899 r. w Bydgoszczy) – ksiądz, proboszcz w parafii farnej w Bydgoszczy (1887-1899), dziekan bydgoski.

## Życiorys
Urodził się 2 marca 1834 r. w Miatach koło Trzemeszna. Był synem Andrzeja, właściciela majątku w Miatach i Magdaleny z domu Paulus. Uczył się w gimnazjum w Trzemesznie i tam złożył egzamin maturalny. Studiował filozofię i teologię w Monasterze, Tybindze i Monachium. Po powrocie do kraju studiował w seminariach duchownych w Poznaniu i Gnieźnie. Po uzyskaniu święceń kapłańskich w Gnieźnie 22 grudnia 1860 r., otrzymał zezwolenie abpa Leona Przyłuskiego na dalsze studia w Monachium, gdzie w 1862 r. uzyskał stopień doktora teologii.
W tym roku mianowano go wikariuszem i kaznodzieją w języku niemieckim przy kościele pofranciszkańskim Św. Trójcy w Gnieźnie, a dwa lata później penitencjarzem przy katedrze gnieźnieńskiej. Był również archiwistą w Konsystorzu Generalnym Gnieźnieńskim oraz nauczycielem religii w gimnazjum gnieźnieńskim.

### Działalność w Bydgoszczy
W 1887 r. został mianowany proboszczem parafii farnej w Bydgoszczy. W 1893 r. otrzymał nominację na prodziekana, a w 1897 r. na dziekana bydgoskiego. Uczył religii w bydgoskim gimnazjum realnym, a także był kapelanem wojskowym. W ostatnim okresie życia piastował godność radcy honorowego i egzaminatora prosynodalnego.
Jako proboszcz bydgoski rychło zjednał sobie ogół parafian, tak Polaków, jak i Niemców. Odnowił kościół farny. W 1898 r. powziął zamiar wybudowania nowego kościoła katolickiego w Bydgoszczy. W tym celu nabył z własnych funduszy plac budowlany na Wzgórzu Giesego (niem Gieseshöhe). W testamencie z 9 maja 1899 r. całą swoją spuściznę zapisał na budowę kościoła Świętej Trójcy. Ostatecznie kościół ten wybudowała społeczność polska w latach 1910–1912, po jego śmierci.
Założył utrzymywany z datków społecznych szpital dziecięcy Św. Floriana i zasiadał w jego kuratorium. Opiekował się chorymi dziećmi bez względu na ich wyznanie. Udzielał się także społecznie w wielu organizacjach i stowarzyszeniach. W 1894 r. utworzył w Bydgoszczy Katolickie Towarzystwo Rzemieślników Polskich i był jego patronem. Należał także do zarządu bydgoskiego Towarzystwa Opieki nad Niewidomymi dla Wielkiego Księstwa Poznańskiego oraz był przewodniczącym Komitetu Towarzystw Pomocy Naukowej im. Karola Marcinkowskiego w Bydgoszczy. Od 1872 r., aż do śmierci udzielał się w Poznańskim Towarzystwie Przyjaciół Nauk, a w końcu lat 80. XIX wieku został jako jeden z niewielu Polaków, członkiem bydgoskiego Towarzystwa Historycznego Obwodu Nadnoteckiego.